# Бре (Словения)
Вижте пояснителната страница за други значения на Бре.
Бре (на словенски: Brje) е село в Словения, регион Горишка, община Айдовшчина. Според Националната статистическа служба на Република Словения през 2015 г. селото има 378 жители.